# 完颜合达
完颜合达（？—1232年），金朝将领，名瞻，字景山，女真族，完颜氏。
他善骑射，1214年，充当护卫，送岐国公主到蒙古嫁给成吉思汗。1215年，任临潢府推官，权元帅右监军。隶属于经略使乌林答乞住，授军中都统。临潢、全庆军变，杀死乌林答乞住，拥立他为元帅。他杀死首乱者数人。六月，投降蒙古帝国。1216年，南归金国，任镇南军节度使，驻守益都，接应元帅蒙古纲。在寿光、临淄和蒙古作战。1217年，历任通远军节度使兼巩州管内观察使、平西军节度使兼河州管内观察使。1218年，知延安府事兼鄜延路兵马都总管。1219年，担任元帅右都监，攻打南宋，在梅村关、马岭堡击破宋军，攻取麻城县。四月，在隆州大战西夏军，在唐州、邓州行元帅府事。1220年，屯守延安，在拄天山击败西夏。1221年，知延安府事，和征行元帅纳合买住在安塞堡击败西夏。1222年，任元帅府左监军，授山东西路吾改必剌世袭谋克，权参知政事，在京兆府行省事，兼统河东两路。1226年，任平凉行省。1227年，任平章政事，封芮国公。1230年，以平章政事权知枢密院副使。在卫州以亲卫军三千击败蒙古军。和权参知政事移剌蒲阿同行省事，以备潼关。1232年正月，在钧州三峰山之战被蒙古军打败，钧州城破，完颜合达被杀。

## 延伸阅读
[在维基数据编辑]
 《金史·卷112》，出自脱脱《遼史》